# Терешківцівська сільська рада
Тере́шківцівська сільська́ ра́да — колишня адміністративно-територіальна одиниця та орган місцевого самоврядування в нині неіснуючому Горохівському районі Волинської області. Адміністративним центром було село Терешківці.

## Загальні відомості
- Територія ради: 21,32 км²
- Населення ради: 990 осіб (станом на 2001 рік). Кількість дворів — 296.

## Населені пункти
Сільській раді були підпорядковані населені пункти:
- с. Терешківці
- с. Ощів

## Населення
За переписом населення України 2001 року в сільській раді мешкало 977 осіб.

### Мова
Розподіл населення за рідною мовою за даними перепису 2001 року:
| Мова       | Відсоток |
| ---------- | -------- |
| українська | 99,49 %  |
| російська  | 0,30 %   |
| інші       | 0,21 %   |

## Господарська діяльність
В Терешківцівській сільській раді працювало 2 школи: 1 початкова і 1 неповна середня, будинок культури, клуб, бібліотека, дитячий садок, 2 медичні заклади, 1 відділення зв'язку, 7 торговельних закладів, млин.
По території сільської ради проходили Н17, О030206.

## Колишній склад ради

### Керівний склад попередніх скликань
| Прізвище, ім'я, по батькові | Основні відомості                                                                                  | Дата обрання | Дата звільнення |
| --------------------------- | -------------------------------------------------------------------------------------------------- | ------------ | --------------- |
| Войтович Тамара Анатоліївна | Сільський голова, 1966 року народження, член Української Народної Партії                           | 26.03.2006   | 31.10.2010      |
| Войтович Тамара Анатолівна  | Сільський голова, 1966 року народження, освіта вища, член Всеукраїнського об'єднання «Батьківщина» | 31.10.2010   | 25.10.2015      |
| Войтович Тамара Анатолівна  | Сільський голова, 1966 року народження, освіта вища, безпартійна                                   | 25.10.2015   | 04.12.2020      |

Примітка: таблиця складена за даними сайту Верховної Ради України та ЦВК

## Ліквідація
Відповідно до Перспективного плану формування громад територія сільської ради увійшла до складу Горохівської міської територіальної громади. Рішенням Горохівської міської ради від 4 грудня 2020 року розпочато процес ліквідації Терешківцівської сільської ради шляхом приєднання до Горохівської міської ради Луцького району Волинської області.